# Maria Adélia Diniz
Maria Adélia Martins Diniz (1941) es una botánica, taxónoma, y profesora portuguesa. Trabaja sobre la taxonomía Pertenece al personal académico del Museo, Laboratorio y Jardim Botânico Tropical de la Universidad de Lisboa., en el Área de Apoyo a la Investigación y Servicios Abiertos.
En 1966, obtuvo la licenciatura en biología por la Facultad de Ciencias, de la Universidad de Lisboa. Y en 1969 realizó el Curso de Ciencias Pedagógicas por la Universidad de Lourenço Marques. De 1969 a 1973 fue Naturalista e Investigadora hasta 1978 de la Universidad Eduardo Mondlane (ex Universidad de Lourenço Marques).

## Algunas publicaciones
- maria Adélia Diniz, Maria Fernanda Pinto Basto, Jorge Paiva. 2002. Flora de Cabo Verde: Plantas vasculares: fasc. 34: Salicaceae. Vol. 34 de Flora de Cabo Verde: Plantas vasculares. Editor Inst. de Investigação Científica Tropical, 6 pp. ISBN 9726729335, ISBN 9789726729334

- --------------------. 2002. Flora das culturas agrícolas de Cabo Verde. Editor Instituto de Investigação Científica Tropical, 223 pp. ISBN 9726729130, ISBN 9789726729136

- --------------------. 1975. Adenda "Pteridophyta" à área da Flora Zambesiaca. Revista de ciencias biológicas (Lourenço. Marques) 7, sér A

- a. Fernandes, arthur wallis Exell, maria adélia Diniz, sheila s. Hooper, hiram Wild, maria leonor Gonçalves. 1973. Flora de Moçambique. 16 pp. Varias reediciones.

- La abreviatura «M.A.Diniz» se emplea para indicar a Maria Adélia Diniz como autoridad en la descripción y clasificación científica de los vegetales.[5]